# 류샤오보 (태권도 선수)
류샤오보(중국어 간체자: 刘哮波, 정체자: 劉哮波, 병음: Liú Xiàobō, 한자음: 유효파, 1984년 1월 16일 ~ )는 중화인민공화국의 태권도 선수이다.
2001년에 베이징에서 태권도 훈련을 시작했으며 2004년에 중국 청소년 태권도 국가대표 선수로 선발되었다. 2005년에는 중국 태권도 국가대표 선수로 발탁되었고 2006년 도하 아시안 게임에서 남자 태권도 84kg급에 출전하여 동메달을 획득했다.
2008년 베이징 하계 올림픽에서 남자 태권도 80kg급에 출전했으나 8강전에서 탈락했다. 2012년 런던 하계 올림픽에서 남자 태권도 80kg에 출전하여 동메달을 획득했다. 2008년 중국 뤄양에서 개최된 아시아 태권도 선수권 대회에서 남자 84kg급 금메달을 획득했고 2012년 베트남 호찌민시에서 개최된 아시아 태권도 선수권 대회에서 남자 84kg급 은메달을 획득했다.

## 같이 보기
- 2012년 하계 올림픽 태권도 남자 +80kg급